# Paus Pontianus
Pontianus (gestorven Sardinië, 29 september 235) was de achttiende paus van de Katholieke Kerk. Hij was paus van 21 juli 230 tot in 235. Tijdens zijn pontificaat eindigde het schisma van Hippolytus. Ook stelde hij het eerste gezangenboek met psalmen samen. Samen met andere kerkleiders, onder wie Hippolytus, werd hij door de Romeinse keizer Maximinus Thrax naar Sardinië verbannen. Als gevolg hiervan trad Pontianus op 25 september 235 af. Het is niet bekend hoelang hij in zijn verbanningsoord doorbracht, maar volgens het Liber Pontificalis stierf hij door de onmenselijke omstandigheden in de Sardijnse mijnen.
Zijn stoffelijk overschot werd door paus Fabianus naar Rome overgebracht en begraven in de Catacombe van Sint-Calixtus. Pontianus is vanwege zijn wrede dood heilig verklaard en wordt als martelaar vereerd. Zijn feestdag was 19 november, maar wordt nu samen met die van tegenpaus Hippolytus op 13 augustus gevierd.

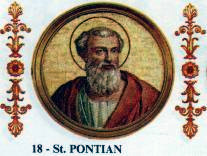

Cursief: tegenpaus